# Leptolalax applebyi
Espèce
Leptolalax applebyi est une espèce d'amphibiens de la famille des Megophryidae.

## Répartition
Cette espèce est endémique de la province du Quảng Nam dans le centre du Viêt Nam. Elle se rencontre entre 1 200 et 1 500 m d'altitude.

## Étymologie
Cette espèce est nommée en l'honneur de Robert Appleby.

## Publication originale
- Rowley & Cao, 2009 : A new species of Leptolalax (Anura:Megophryidae) from central Vietnam. Zootaxa, no 2198, p. 51-60.